# چرا باهام اون کارو کردی؟
«چرا باهام اون کارو کردی؟» (به انگلیسی: Why Did You Do That?) ترانه ای است که توسط لیدی گاگا، خواننده آمریکایی برای فیلم ستاره‌ای متولد شده‌است در سال ۲۰۱۸ ضبط شده و در موسیقی متن فیلم به همین نام منتشر شده‌است. گاگا این ترانه را با داین وارن، مارک نیلان جونیور، نیک مونسون و دی‌جی وایت شادو نوشت و توسط همه به جز وارن تهیه شده‌است. این ترانه در طول سکانسی توسط شخصیت گاگا، الی در پخش زنده شنبه شب اجرا می‌شود. بعداً جکسون به خاطر فروش با متن ساده ترانه، الی را رنج می‌دهد، اما او از آن دفاع می‌کند. «چرا باهام اون کارو کردی؟» هنگامی که گاگا در حال اجرای تور جهانی جوآن بود ضبط شده‌است.
این ترانه با صدای زیلوفون و یک کر و کر پس از کر تکرار می‌شود. پس از انتشار، این قطعه به دلیل اشعار خود بسیار مورد توجه قرار گرفت، که به اعتقاد برخی از منتقدان و طرفداران ، انتقادی از موسیقی پاپ بود. ترانه سرایان از این آهنگ دفاع کردند و گفتند که این متن مخصوصاً تأکید شده‌است که با افت کار جکسون، کار الی رو به افزایش است.